# Monceau-lès-Leups
Monceau-lès-Leups es una comuna francesa situada en el departamento de Aisne, de la región de Alta Francia.

## Geografía
Está ubicada a 15 km al noroeste de Laon.

## Demografía
| 530 | 444 | 412 | 389 | 367 | 426 | 438 | 475 |
| Para los censos de 1962 a 1999 la población legal corresponde a la población sin duplicidades (Fuente: INSEE [Consultar]) |     |     |     |     |     |     |     |